# Zhang Xueliang

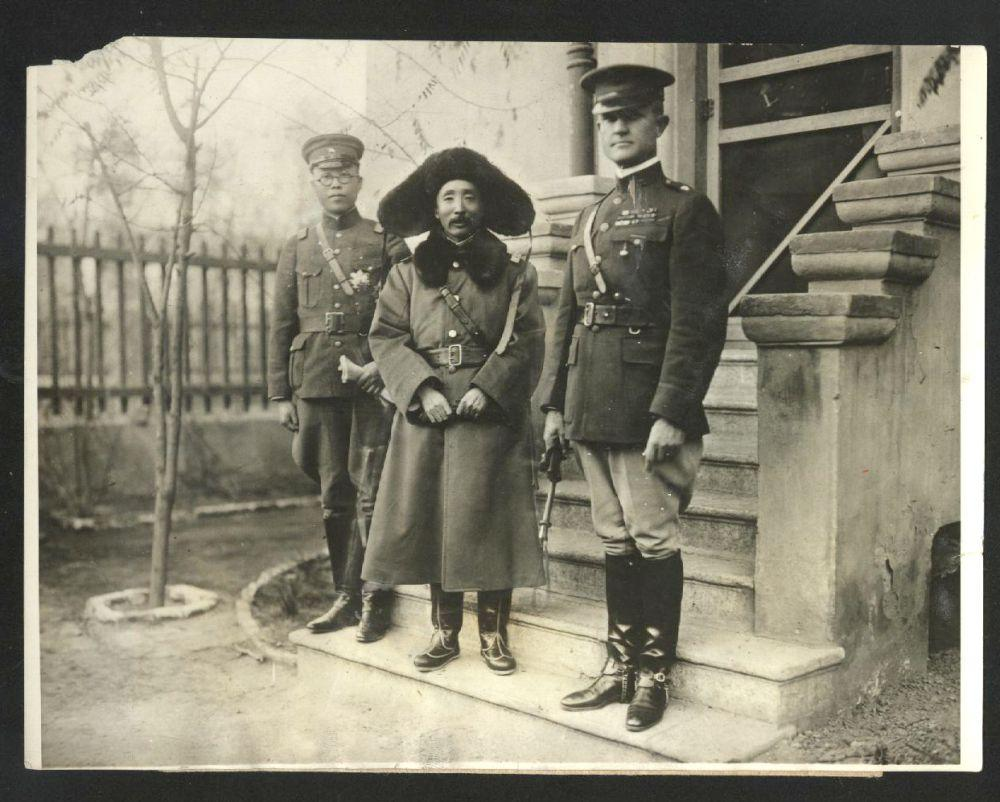
Zhang (links) en zijn vader (midden).

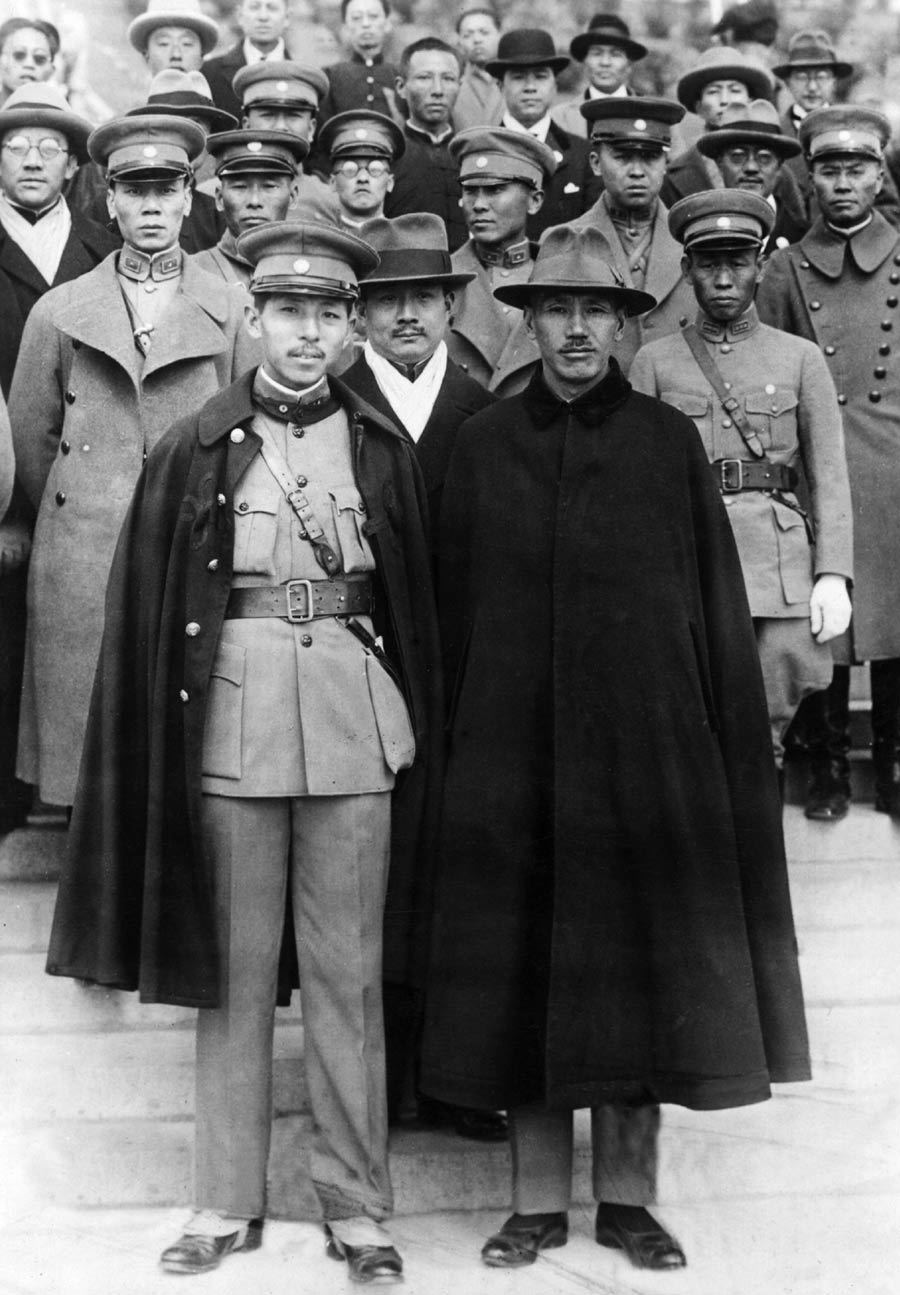
Zhang met Chiang Kai-shek (1930)

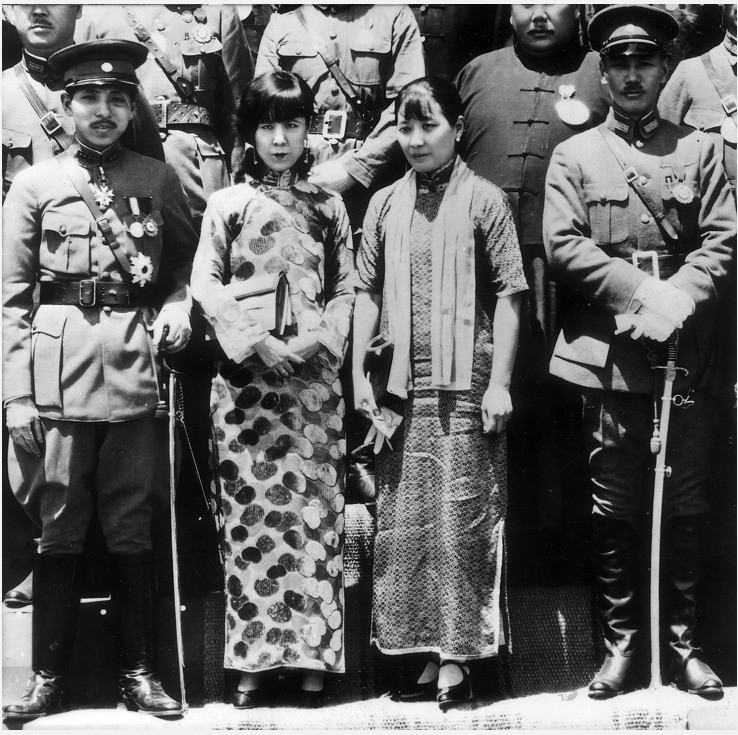
Zhang (l) and Chiang (r) en hun vrouwen, Yu Fengzhi en Soong Mei-ling.

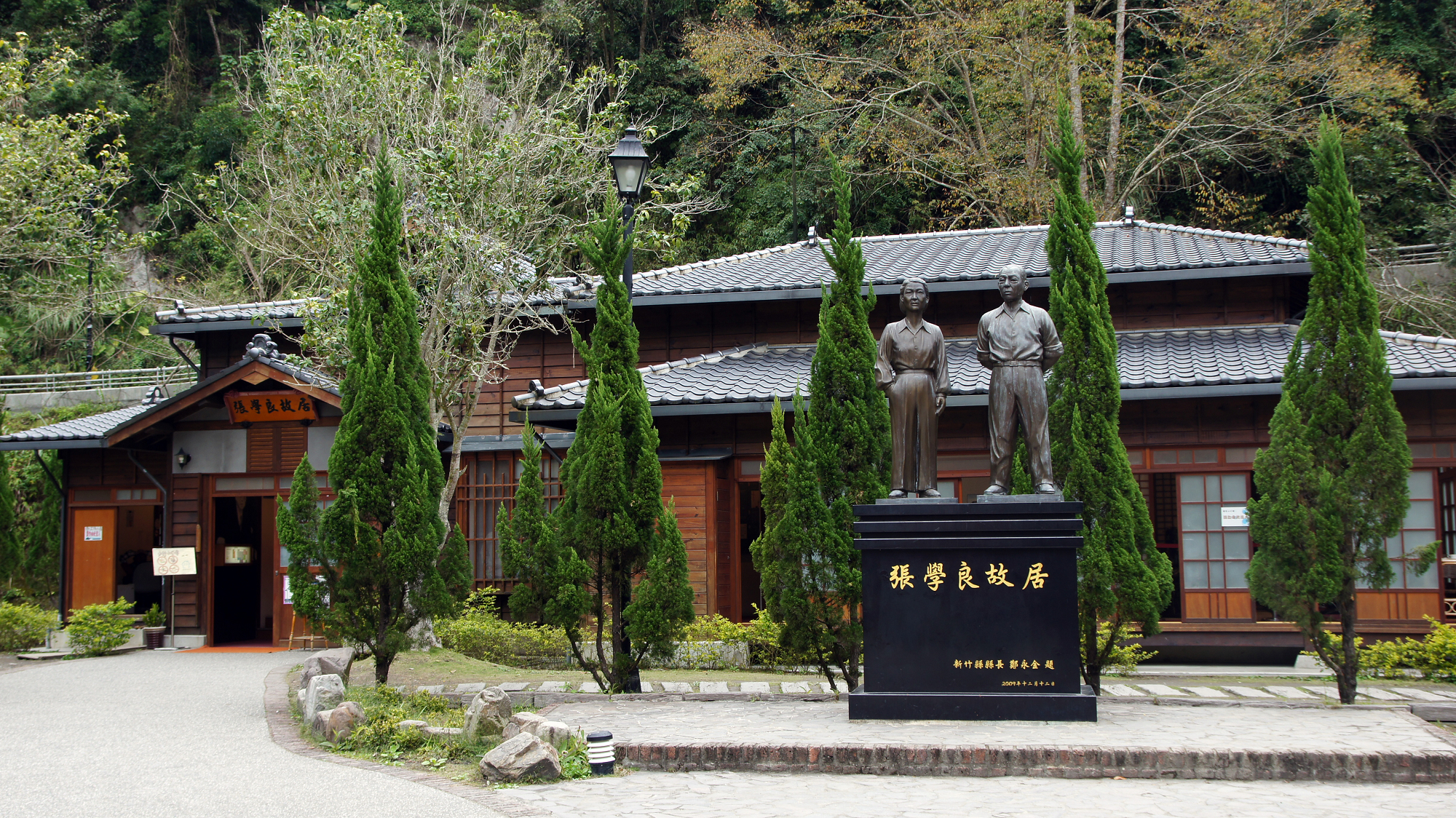
Zijn verblijfplaats in Taiwan.

Zhang Xueliang (Chinees: 張學良) (Haicheng, 3 juni 1901 – Honolulu (Hawaï), 14 oktober 2001) was een (Chinees legerleider, bijgenaamd de Jonge Maarschalk. Zhang Xueliang volgde in 1928 zijn vermoorde vader, Zhang Zuolin, de Oude Maarschalk, op als krijgsheer en gouverneur van Mantsjoerije, een semiautonome regio. Aanvankelijk was hij een tegenstander van generalissimo Chiang Kai-shek, maar later verzoende hij zich met hem. De helft van zijn leven bracht hij onder huisarrest door omdat hij Chiang in 1936 korte tijd gijzelde om een samenwerking met de communisten in de strijd tegen Japan te forceren. 

## Carrière
Zhang Xueliang is in juni 1901 geboren in Haicheng, een plaats in de huidige provincie Liaoning. Hij kreeg een gedegen opleiding en na zijn studie aan de militaire academie werd hij kolonel in het Fengtian leger in 1919. Hij werd ook de leider van de persoonlijke lijfwacht van zijn vader. Hij toonde veel belangstelling voor vliegtuigen en de militaire luchtvaart. In 1924 werd hij bevelhebber van de luchtmacht.
Na de bomaanslag die tot de dood van zijn vader leidde in juni 1928, nam hij zijn functies over. Zijn vader had de vier jaren voor zijn dood gevochten tegen het Nationalistische leger van Chiang Kai-shek. Zhang besloot deze strijd te staken en bood op 1 juli 1928 een wapenstilstand aan. Op 29 december 1928 accepteerde hij het leiderschap van de Kwomintang in zijn regio, dit sterk tegen de zin van het Japanse Kanto-leger. Zhang werd de bevelhebber van het Nationalistische leger in het noordoosten van het land.
Naast de Japanners had de Sovjet-Unie ook grote belangen in Mantsjoerije. Belangrijke Russische spoorwegen liepen van oost naar west door het land. Zhang was anti-Sovjet en voerde zelfs een korte strijd tegen het Rode leger om de macht over de Oostelijk Chinese Spoorwegen weer in handen te krijgen. 
In september 1931 vond het Mantsjoerije-incident plaats. Japanse troepen vielen de soldaten van Zhang in Shenyang (Moekden) aan om een volledige oorlog tegen China uit te lokken. Zhangs leger vermeed de strijd en trok zich terug naar het zuiden waardoor het noordoosten van China in Japanse handen kwam. Er is gespeculeerd dat Chiang een brief aan Zhang heeft geschreven om terug te trekken, maar Zhang verklaarde dat hij zelfstandig tot dit besluit was gekomen. In 1933 raakte hij van zijn opiumverslaving af en reisde door Europa.

### Gijzeling Chiang Kai-shek
In 1936 had Zhang gesprekken met Zhou Enlai en andere communisten. Hij raakte ervan overtuigd dat er een Verenigd Front moest worden gevormd tussen de nationalisten van Chiang en de communisten van Mao Zedong. Op 12 december 1936 gijzelden hij en generaal Yang Hu-cheng generalissimo Chiang in Xi'an, om hem te dwingen samen te werken met de Communistische Partij van China (CPC). Chiang ging hiermee, met tegenzin, akkoord. Zhang liet hem vrij en reisde met Chiang mee naar Peking.

### Vijftig jaar huisarrest
Chiang liet daarop Zhang arresteren en stelde hem onder huisarrest. In 1949 werd hij – nog steeds als gevangene van Chiang – naar Taiwan overgebracht. Zijn bewegingsvrijheid was zeer beperkt, maar hij kon wel restaurants, bioscopen en de kerk bezoeken. De enige persoon met wie hij in die tijd in contact stond was zijn levensgezellin, Zhao Yide (of Zhao Si). Na de dood van Jiang Jingguo, de zoon van Chiang Kai-shek (het verschil in familienaam komt door de verschillende transcripties) in 1990, kwam Zhang Xueliang vrij. 
Hij emigreerde in de jaren negentig naar Hawaï en vestigde zich te Honolulu. Hij kreeg talrijke verzoeken om China te bezoeken. Omdat Zhang vasthield aan zijn politieke neutraliteit ten opzichte van zowel de communisten als de nationalisten ging hij hier niet op in. Hij overleed op 100-jarige leeftijd aan een longontsteking. Op het nieuws van zijn overlijden roemde de Chinese President Jiang Zemin hem als een groot patriot. Zijn derde vrouw, Zhao Yidi, overleed in het jaar 2000, zij was gedurende de 50 jaar van zijn huisarrest bij hem gebleven.

## Trivia
Van zijn huis in Taiwan is een klein museum gemaakt. Het raakte in 1963 zwaar beschadigd door een aardverschuiving, maar het werd herbouwd. Er staat veel meubilair en er hangen meer dan 500 foto's. Voor het huis staat een bronzen beeld van hem en zijn vrouw.
- Bibsys: 1498562806439
- Bibliothèque nationale de France: cb16112484t (data)
- CiNii: DA08685241
- Gemeinsame Normdatei: 119184591
- International Standard Name Identifier: 0000 0000 6349 1688
- Library of Congress Control Number: n84005552
- Bibliotheek van het Japanse parlement: 00625471
- Nationale Bibliotheek van Tsjechië: jx20140828001
- Nationale bibliotheek van Australië: 36624392
- Nationale Bibliotheek van Israël: 987007429625705171
- Nederlandse Thesaurus van Auteursnamen: 146556968
- SNAC: w6m33wbt
- Système universitaire de documentation: 079922767
- Trove: 1339711
- Virtual International Authority File: 30927331
- WorldCat: E39PBJqbfGFtjPHFyQVbdpxhpP